# السيد فلاح هاشم
السيد فلاح هاشم فلاح عبد الله سياسي ونقابي بحريني. عضو في مجلس النواب من 12 ديسمبر 2018 عن الدائرة الخامسة في محافظة الشمالية.

## السيرة الذاتية
تولى منصب رئيس نقابة الحد للطاقة والأمين العام المساعد للحماية الاجتماعية ونائب أمين عام جمعية المنبر الديمقراطي التقدمي.

## مجلس النواب
قرر الترشح لعضوية مجلس النواب عن الدائرة الخامسة في محافظة الشمالية عن جمعية المنبر الديمقراطي التقدمي اليسارية. في الجولة الأولى التي أقيمت في 24 نوفمبر 2018 حصل على 470 صوت بنسبة 11.24% مما استوجب إقامة جولة ثانية في 1 ديسمبر حيث استطاع التغلب على منافسه أحمد يوسف بحصوله على 1417 صوت بنسبة 51.79%.